# Люблінське воєводство (1816—1837)
Люблінське воєводство (пол. województwo lubelskie) — адміністративно-територіальна одиниця Королівства Польського у складі Російської імперії у 1816—1837 роках. Адміністративним центром був Люблін.

## Положення
Воєводство обіймало площу 304,94 миль². Зі заходу межувало зі Сандомирським воєводством, на півночі — з Підляським воєводством, на сході річкою Бугом відділялося від Волинської губернії, на півдні межувало з Галичиною, яка входила до Австро-Угорщини. Найбільші річки: Вісла, Вепр, Бистриця. Налічувалося багато ставів і боліт.

## Історія
Воєводство утворене згідно з розпорядженням намісника Королівства Польського Юзефа Зайончека від 16 січня 1816 року. Станом на 1825 рік, від Люблінського воєводства участь у Сеймі Королівства Польського брало 10 послів і 5 депутатів. У 1837 році Люблінське воєводство перетворене на Люблінську губернію.

## Адміністративний устрій

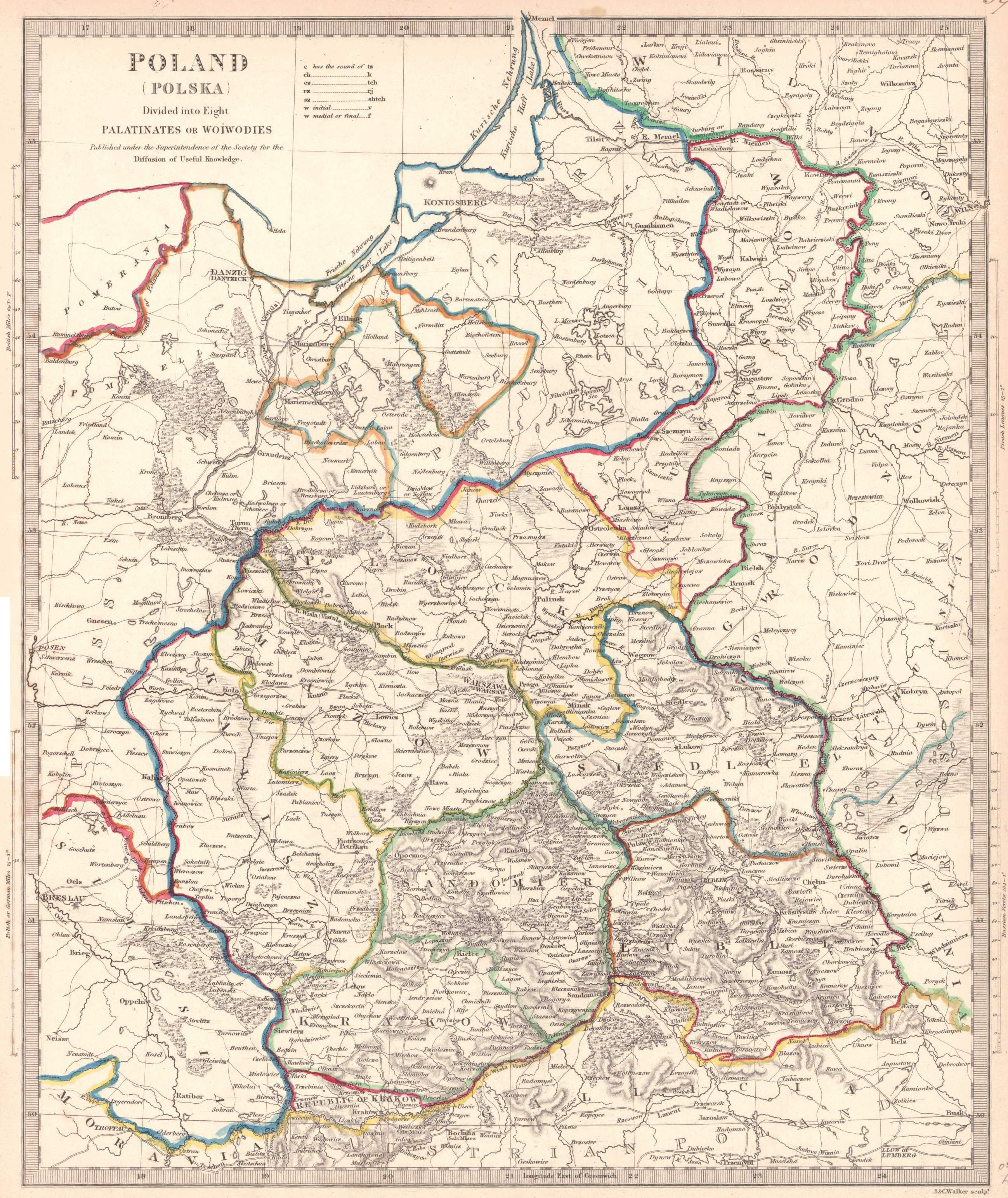
Мапа Королівства Польського, 1831

Адміністративним центром було місто Люблін. Воєводство складалося з 4 областей, які собі ділилися на 10 повітів:
- Люблінська область
  - Люблінський повіт
  - Любартівський повіт
  - Казимирський повіт
- Замостська область
  - Замостський повіт
  - Тарногородський повіт
  - Красницький повіт
- Грубешівська область
  - Грубешівський повіт
  - Томашівський повіт
- Красноставська область
  - Красноставський повіт
  - Холмський повіт

## Населення
У селах у східній частині воєводства понад Бугом здебільшого проживало українське греко-католицьке населення.
На 1826 рік у воєводстві проживало 462 530 осіб, з них у Замостській області — 154 164 осіб, у Люблінській — 134 110, у Грубешівській — 94 253, у Красноставській — 80 003. За іншими даними у 1826 році чисельність населення становила 473 895 осіб (з них 337 535 римо-католиків), міст було 59, сіл і селищ 1576, димів 69 884. Станом на 1826 рік у воєводстві налічувалося 147 парафіяльних греко-католицьких церков і 127 парафіяльних римо-католицьких костелів (12 деканатів), за областями:
| Область                | Церков | Костелів |
| ---------------------- | ------ | -------- |
| Люблінська область     | 1      | 44       |
| Замостська область     | 33     | 36       |
| Красноставська область | 52     | 27       |
| Грубешівська область   | 61     | 20       |

У 1829 році населення воєводства становило 489 732 осіб (107 929 міщан і 381 803 селян), з них 435 608 римо-католиків і греко-католиків, 53 167 юдеїв, 874 євангельських християн, 55 православних, 28 реформаторів. У Любліні проживала 12 071 особа, з яких 5898 євреїв, налічувалося 773 домів. У воєводстві налічувалося 73 280 димів (58 999 сільських і 14 290 міських), 306 парафій, 374 міських і сільських гмін, 1487 приватних сіл і 88 державних, 59 міст (49 приватних, 8 державних, 2 інститутованих).

## Господарство
Станом на 1826 рік у воєводстві налічувалося 30 947 волок орної землі, 7099 волок під луками, 22 638 під лісами, 3781 волока під городами, 5666 волок під забудовою і дорогами, 29 420 волок під пасовиськами, водоймами, болотами.